# Gabelliere

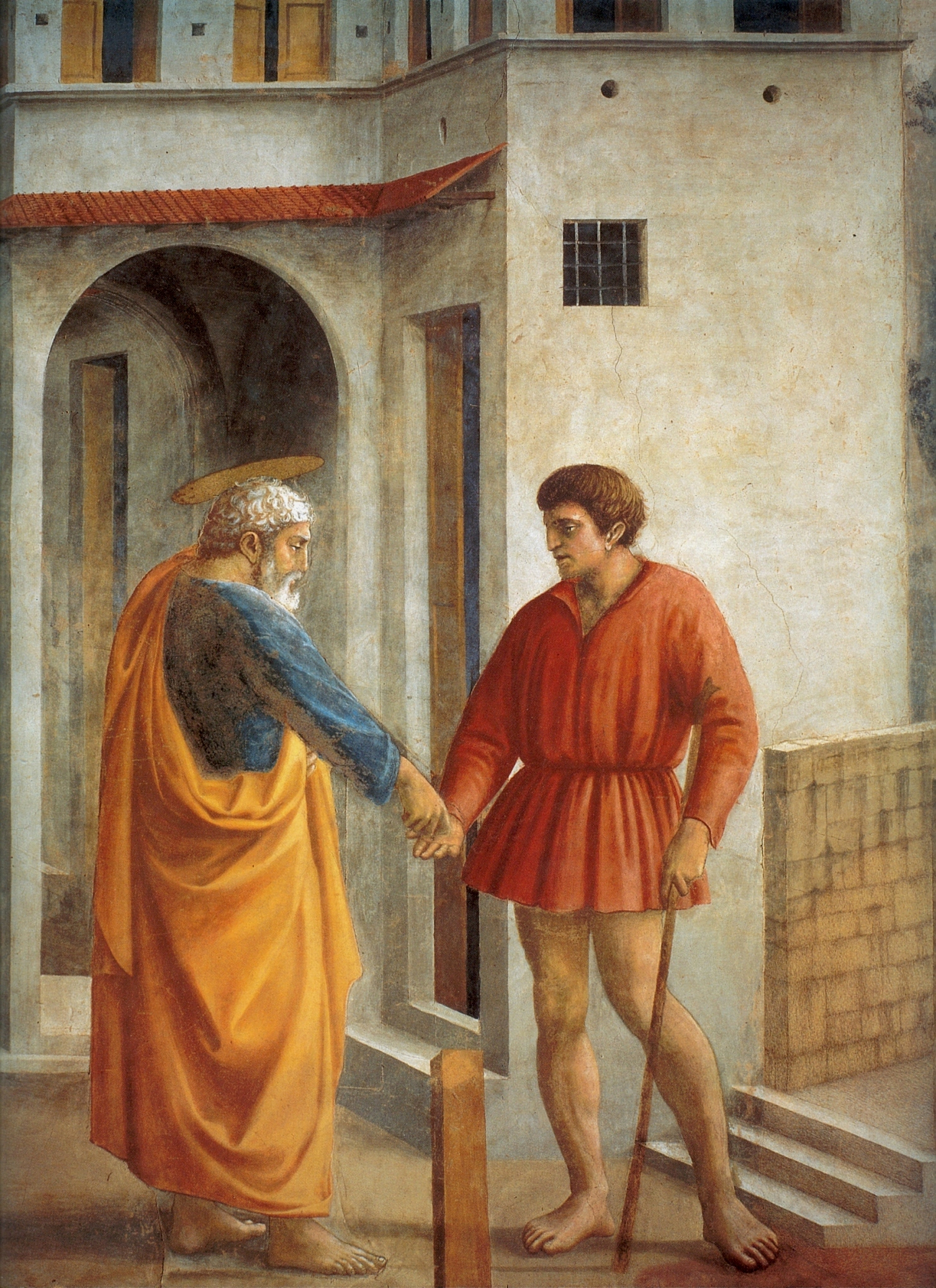
Particolare di un affresco di Masaccio raffigurante un gabelliere.

Il gabelliere, nell'ordinamento medievale, era un pubblico ufficiale incaricato della riscossione delle gabelle o tasse indirette. In realtà era una figura a metà fra l'ufficiale pubblico e un libero professionista, concessionario in proprio, in quanto una percentuale dei proventi derivanti dalla riscossione delle imposte gli era dovuta.